# Робер III (Нормандия)
Робер II (на английски: Robert II or Robert III), известен като Робер Куртьоз (Робер късия чорап, на английски: Robert Curthose, на френски: Robert Courteheuse; * 1054, Херцогство Нормандия; † 3 февруари 1134, Великобритания) е херцог на Нормандия от 1087 до 1106.

## Живот
Той е първи син на Уилям Завоевателя и Матилда Фландърска. Брат е на кралете на Англия Уилям II (1087 – 1100) и Хенри I (1100 – 1135).
Като дете той е сгоден за Маргарет, наследничката на френското Графство Мен, но тя умира през 1063 г. преди да може да се омъжи.
През 1096 г. той се записва и участва в Първия кръстоносен поход, завладял Йерусалим през 1099 г. След като се връща от похода се жени на 50-годишна възраст за богатата Сибила де Конверсано (ок. 1080 – 1103), с която има син Вилхелм I Клитон (* 25 октомври 1102; † 28 юли 1128). Тя умира малко след раждането.
Роберт умира през 1134 г. след 20 години затвор в Cardiff Castle в Кардиф. Той е погребан в църквата „Св. Петър“ в Глостър.